# Julia Child
Julia Child (n. McWilliams la 15 august 1912, Pasadena, California – d. 13 august 2004, Montecito, California) a fost un bucătar profesionist american, autor și vedetă de televiziune. Este probabil cea mai cunoscută pentru că a prezentat bucătăria franceză publicului american prin cartea sa de gătit Mastering the Art of French Cooking (debut) și prin câteva programe de televiziune, cel mai notabil fiind The French Chef, care a avut premiera în 1963 la WGBH-TV.
S-a căsătorit în 1945 și a locuit la Paris, unde a studiat cu bucătarul șef de la restautantul Cordon Bleu.
În 1996, TV Guide a clasificat-o ca fiind pe locul 46 din lista celor mai bune 50 de vedete TV din toate timpurile.